# Franco Piergiacomi
Franco Piergiacomi (Ensenada, Buenos Aires, Argentina, 22 de enero de 1992) es un futbolista argentino. Juega de mediocampista en Independiente Rivadavia de Mendoza.

## Clubes
| Club                    | País      | Año         | PJ | Goles |
| ----------------------- | --------- | ----------- | -- | ----- |
| C.R.I.S.F.A             | Argentina | 2024 2024   | 13 | 3     |
| Estudiantes LP          | Argentina | 2013 - 2014 | 0  | 0     |
| Talleres (Córdoba)      | Argentina | 2015        | 19 | 1     |
| All Boys                | Argentina | 2016 - 2017 | 22 | 1     |
| Independiente Rivadavia | Argentina | 2017 - 2018 |    |       |